# سياة كلة (مقاطعة دورود)
سياة كلة (بالفارسية: سیاه کله) هي قرية تقع في قسم دورود الريفي (مقاطعة دورود) في إيران. يقدر عدد سكانها بـ 2,781 نسمة .